# Na Porta ao Lado: Medo
Na Porta ao Lado: Medo é um filme português produzido pela Santa Rita Filmes que estreou na OPTO a 25 de setembro de 2021. É da autoria de Filipa Leal e Patrícia Sequeira. Trata-se do terceiro e último filme da trilogia Na Porta ao Lado.
Conta com Lúcia Moniz, Renato Godinho e Maria João Falcão nos papéis principais.

## Produção
O filme foi anunciado em dezembro de 2020 como parte da série Na Porta ao Lado. Meses mais tarde revelou-se que o título do filme seria “Medo”.
Os nomes anunciados para o elenco foram os atores Lúcia Moniz, Renato Godinho e Maria João Falcão, sendo eles os três os protagonistas do filme. Também foi anunciada a atriz Sofia Martins no elenco juvenil do filme.

## Sinopse
Clara (Maria João Falcão) é professora numa pequena terra do interior e recebe uma nova aluna. Margarida (Sofia Martins) acaba de perder a mãe, vítima de violência doméstica, e foi viver com a tia, que é casada, tem dois filhos e trabalha no café dos sogros. A professora não fica indiferente às ausências e tristeza da aluna, que finalmente lhe pede ajuda.[carece de fontes?]

## Elenco
| Ator/Atriz        | Personagem |
| ----------------- | ---------- |
| Lúcia Moniz       | Ana        |
| Renato Godinho    | Bruno      |
| Maria João Falcão | Clara      |

### Elenco juvenil
| Ator/Atriz    | Personagem |
| ------------- | ---------- |
| Sofia Martins | Margarida  |